# Dixson Island
Dixson Island ist eine 16 km lange, 8 km breite und bis zu 335 m hohe Insel in der D’Urville-See vor der ostantarktischen Georg-V.-Küste. Sie liegt auf der Westseite der Mündung des Ninnis-Gletschers.
Teilnehmer der Australasiatischen Antarktisexpedition (1911–1914) unter der Leitung des australischen Polarforschers Douglas Mawson entdeckten sie. Mawson benannte sie nach dem australischen Tabakproduzenten und Philanthropen Hugh Dixson (1841–1926), einem Sponsor seiner Forschungsreise.